# 양산 통도사 청동은입사 정병
양산 통도사 청동은입사 정병(梁山 通度寺 靑銅銀入絲 淨甁)은 대한민국 경상남도 양산시 하북면 지산리, 통도사에 있는 고려시대의 정병이다. 
1979년 5월 2일 경상남도의 유형문화재 제102호 청동은입사정병으로 지정되었다가, 2018년 12월 20일 현재의 명칭으로 변경되었다.

## 개요
고려시대 만들어진 물병(정병)으로 절에서 정화수를 올릴 때 사용하는 감로병이다.
목이 가늘고 길며, 몸통 아래와 어깨에 꽃무늬를 두르고, 병 전면에 구름·용·꽃·덩굴무늬을 각각 섬세하게 은입사 한 작품이다.
고려시대에 만든 금속 공예품 가운데서도 형태의 기이함, 무늬와 제작수법의 정교함이 잘 어우러진 작품으로, 예술적 가치가 높이 평가되는 문화재이다. 

## 참고 자료
- 양산 통도사 청동은입사 정병 - 국가유산청 국가유산포털